# Łarynauka
Łarynauka (biał. Ларынаўка; ros. Лариновка, Łarinowka) – agromiasteczko na Białorusi, w obwodzie witebskim, w rejonie orszańskim, w sielsowiecie Krapiuna. Położona jest nad Dnieprem, na przeciwległym brzegu do Orszy.